# Marjorie Lee
Marjorie Lee (* um 1920) war eine US-amerikanische Pop- und Jazzsängerin der späten Swingära.

## Leben und Wirken
Marjorie Lee begann ihre berufliche Laufbahn als Bandvokalistin in den frühen 1940er Jahren. Sie sang in den Orchestern von Richard Himber, Joe Reichman und Russ Morgan. 1942 trat sie mit Himbers Orchester im amerikanischen Rundfunk auf und hatte 1945 mit Russ Morgan einen Charterfolg mit dem Buck-Ram-Song „Remember When“ (Decca 18702). In den Nachkriegsjahren sang sie bei David Rose, dessen Orchester ab den frühen 1950er Jahren mehrere Jahre lang in Red Skeltons Fernsehshow zu sehen war. Nach einer kurzen Pause von der Musikszene, als sie mit Ehemann Bernie Halpert, einem Schlagzeuger, eine Familie gegründet hatte, kehrte sie 1957 mit dem Album Remembering with Marjorie Lee zur Musik zurück. Darauf interpretierte sie eine Auswahl von Popsongs und Jazztiteln wie „Alone Together“, „These Foolish Things (Remind Me of You)“, „Boulevard of Broken Dreams“ und „I Got It Bad and That Ain’t Good“, begleitet von einer Jazzband, die aus dem Pianisten John T. Williams, Ted Nash (Saxophon), Bob Gibbons (Gitarre), Rolly Bundock (Bass) und Jack Sperling (Schlagzeug) bestand.

## Diskographische Hinweise
- Marjorie Lee / Taylor Lynn: Best Voices Time Forgot (Fresh Sound Records)